# EPrix van Hongkong 2019
De ePrix van Hongkong 2019, een race uit het Formule E-kampioenschap, werd gehouden op 10 maart 2019 op het Hong Kong Central Harbourfront Circuit. Het was de vijfde race van het seizoen.
De race werd oorspronkelijk gewonnen door Sam Bird voor het team Envision Virgin Racing, nadat hij in de slotfase van de race tegen de oorspronkelijke raceleider André Lotterer aanreed, die hierbij een lekke band opliep. Bird kreeg hiervoor echter een straf van vijf seconden, waardoor de als tweede geëindigde Edoardo Mortara voor het Venturi Formula E Team de overwinning in handen kreeg. Audi Sport ABT Schaeffler-coureur Lucas di Grassi eindigde hierdoor als tweede, terwijl Birds teamgenoot Robin Frijns het podium compleet maakte.

## Kwalificatie
| Pos                 | No | Coureur                | Team                        | Q1       | Q2       | Grid |
| ------------------- | -- | ---------------------- | --------------------------- | -------- | -------- | ---- |
| 1                   | 5  | Stoffel Vandoorne      | HWA Racelab                 | 1:11.592 | 1:11.580 | 1    |
| 2                   | 22 | Oliver Rowland         | Nissan e.Dams               | 1:12.140 | 1:11.903 | 2    |
| 3                   | 48 | Edoardo Mortara        | Venturi Formula E Team      | 1:12.156 | 1:12.310 | 6    |
| 4                   | 36 | André Lotterer         | DS Techeetah Formula E Team | 1:12.204 | 1:12.868 | 3    |
| 5                   | 17 | Gary Paffett           | HWA Racelab                 | 1:12.093 | 1:13.033 | 4    |
| 6                   | 11 | Lucas di Grassi        | Audi Sport ABT Schaeffler   | 1:12.321 | 1:14.177 | 5    |
| 7                   | 2  | Sam Bird               | Envision Virgin Racing      | 1:12.529 |          | 7    |
| 8                   | 23 | Sébastien Buemi        | Nissan e.Dams               | 1:12.529 |          | 8    |
| 9                   | 19 | Felipe Massa           | Venturi Formula E Team      | 1:12.570 |          | 9    |
| 10                  | 4  | Robin Frijns           | Envision Virgin Racing      | 1:12.600 |          | 10   |
| 11                  | 8  | Tom Dillmann           | NIO Formula E Team          | 1:12.839 |          | 11   |
| 12                  | 66 | Daniel Abt             | Audi Sport ABT Schaeffler   | 1:12.850 |          | 12   |
| 13                  | 27 | Alexander Sims         | BMW i Andretti Motorsport   | 1:12.861 |          | 13   |
| 14                  | 7  | José María López       | Geox Dragon Racing          | 1:13.073 |          | 14   |
| 15                  | 3  | Nelson Piquet jr.      | Panasonic Jaguar Racing     | 1:13.421 |          | 15   |
| 16                  | 6  | Felipe Nasr            | Geox Dragon Racing          | 1:13.885 |          | 16   |
| 17                  | 20 | Mitch Evans            | Panasonic Jaguar Racing     | 1:13.920 |          | 17   |
| 18                  | 25 | Jean-Éric Vergne       | DS Techeetah Formula E Team | 1:13.927 |          | 18   |
| 19                  | 16 | Oliver Turvey          | NIO Formula E Team          | 1:14.133 |          | 19   |
| 20                  | 28 | António Félix da Costa | BMW i Andretti Motorsport   | 1:14.384 |          | 20   |
| 21                  | 94 | Pascal Wehrlein        | Mahindra Racing             | 1:14.830 |          | 21   |
| 22                  | 64 | Jérôme d'Ambrosio      | Mahindra Racing             | 1:15.347 |          | 22   |
| 110%-tijd: 1:18.751 |    |                        |                             |          |          |      |

## Race
| Pos | No | Coureur                | Team                        | Rondes | Tijd/Oorzaak uitval | Grid | Punten |
| --- | -- | ---------------------- | --------------------------- | ------ | ------------------- | ---- | ------ |
| 1   | 48 | Edoardo Mortara        | Venturi Formula E Team      | 36     | 59:36.119           | 6    | 25     |
| 2   | 11 | Lucas di Grassi        | Audi Sport ABT Schaeffler   | 36     | +0.988              | 5    | 18     |
| 3   | 4  | Robin Frijns           | Envision Virgin Racing      | 36     | +1.536              | 10   | 15     |
| 4   | 66 | Daniel Abt             | Audi Sport ABT Schaeffler   | 36     | +1.985              | 12   | 12     |
| 5   | 19 | Felipe Massa           | Venturi Formula E Team      | 36     | +3.258              | 9    | 10     |
| 6   | 2  | Sam Bird               | Envision Virgin Racing      | 36     | +3.306              | 7    | 9      |
| 7   | 20 | Mitch Evans            | Panasonic Jaguar Racing     | 36     | +5.711              | 17   | 6      |
| 8   | 17 | Gary Paffett           | HWA Racelab                 | 36     | +6.062              | 4    | 4      |
| 9   | 16 | Oliver Turvey          | NIO Formula E Team          | 36     | +7.318              | 19   | 2      |
| 10  | 28 | António Félix da Costa | BMW i Andretti Motorsport   | 36     | +8.186              | 20   | 1      |
| 11  | 7  | José María López       | Geox Dragon Racing          | 36     | +8.912              | 14   |        |
| 12  | 8  | Tom Dillmann           | NIO Formula E Team          | 36     | +9.519              | 11   |        |
| 13  | 25 | Jean-Éric Vergne       | DS Techeetah Formula E Team | 36     | +13.298             | 18   |        |
| 14  | 36 | André Lotterer         | DS Techeetah Formula E Team | 36     | +25.964             | 3    |        |
| DNF | 22 | Oliver Rowland         | Nissan e.Dams               | 29     | Uitgevallen         | 2    |        |
| DNF | 5  | Stoffel Vandoorne      | HWA Racelab                 | 20     | Uitgevallen         | 1    | 3      |
| DNF | 23 | Sébastien Buemi        | Nissan e.Dams               | 19     | Uitgevallen         | 8    |        |
| DNF | 27 | Alexander Sims         | BMW i Andretti Motorsport   | 16     | Uitgevallen         | 13   |        |
| DNF | 6  | Felipe Nasr            | Geox Dragon Racing          | 1      | Ongeluk             | 16   |        |
| DNF | 94 | Pascal Wehrlein        | Mahindra Racing             | 1      | Ongeluk             | 21   |        |
| DNF | 64 | Jérôme d'Ambrosio      | Mahindra Racing             | 1      | Ongeluk             | 22   |        |
| DNF | 3  | Nelson Piquet jr.      | Panasonic Jaguar Racing     | 0      | Uitgevallen         | 15   |        |

## Tussenstanden wereldkampioenschap

### Coureurs
| Positie | No. | Rijder                 | Team                        | Punten |
| ------- | --- | ---------------------- | --------------------------- | ------ |
| 01      | 2   | Sam Bird               | Envision Virgin Racing      | 54     |
| 02      | 64  | Jérôme d'Ambrosio      | Mahindra Racing             | 53     |
| 03      | 11  | Lucas di Grassi        | Audi Sport ABT Schaeffler   | 52     |
| 04      | 48  | Edoardo Mortara        | Venturi Formula E Team      | 52     |
| 05      | 28  | António Félix da Costa | BMW i Andretti Motorsport   | 47     |
| 06      | 4   | Robin Frijns           | Envision Virgin Racing      | 43     |
| 07      | 66  | Daniel Abt             | Audi Sport ABT Schaeffler   | 34     |
| 08      | 20  | Mitch Evans            | Panasonic Jaguar Racing     | 34     |
| 09      | 94  | Pascal Wehrlein        | Mahindra Racing             | 30     |
| 10      | 36  | André Lotterer         | DS Techeetah Formula E Team | 29     |

### Constructeurs
| Positie | Team                        | Punten |
| ------- | --------------------------- | ------ |
| 01      | Envision Virgin Racing      | 97     |
| 02      | Audi Sport ABT Schaeffler   | 86     |
| 03      | Mahindra Racing             | 83     |
| 04      | Venturi Formula E Team      | 66     |
| 05      | BMW i Andretti Motorsport   | 65     |
| 06      | DS Techeetah Formula E Team | 57     |
| 07      | Panasonic Jaguar Racing     | 35     |
| 08      | Nissan e.dams               | 21     |
| 09      | HWA Racelab                 | 07     |
| 10      | NIO Formula E Team          | 06     |